# Campionato mondiale di skateboard
Il Campionato mondiale di skateboard è una competizione annuale che coinvolge sia le categorie maschili che femminili, nelle discipline dello skateboard da park e da street, ed è organizzata dalla World Skate (WS). Fino al 2017, le due discipline erano disputate separatamente in eventi distinti: il Vans Park Series World Championship per lo skateboard da park e il SLS Super Crown World Championship per lo skateboard da street.
A causa dell'invasione russa dell'Ucraina nel 2022, World Skate ha bandito gli atleti e i funzionari russi e bielorussi dalle sue competizioni e non organizzerà alcun evento in Russia o Bielorussia nel 2022. Nel 2022, World Skate ha organizzato il primo campionato mondiale di skateboard Vert che è stato incluso come parte dei World Skate Games del 2022. 

## Skateboard nel parco

### Edizioni
| Anno                  | Date                  | Città e paese ospitante      |
| --------------------- | --------------------- | ---------------------------- |
| 2016                  | 19-20 agosto          | Malmö, Svezia                |
| 2017                  | 23 settembre          | Shanghai, Cina               |
| 2018                  | 31 ottobre-3 novembre | Nanchino, Cina               |
| 2019                  | 12-15 settembre       | San Paolo, Brasile           |
| 2022 Italiano: (2023) | 5-12 febbraio         | Sharjah, Emirati Arabi Uniti |
| 2023                  | 1-8 ottobre           | Roma, Italia                 |
| 2024                  | 15-22 settembre       | Roma, Italia                 |

### Medaglieri

#### Uomini
| Year        | Gold                           | Silver                 | Bronze                |
| 2016        | Alex Sorgente (USA)            | Pedro Barros (BRA)     | Ivan Federico (ITA)   |
| 2017        | Oskar Rozenberg Hallberg (SWE) | Pedro Barros (BRA)     | Cory Juneau (USA)     |
| 2018        | Pedro Barros (BRA)             | Heimana Reynolds (USA) | Keegan Palmer (AUS)   |
| 2019        | Heimana Reynolds (USA)         | Luiz Francisco (BRA)   | Pedro Quintas (BRA)   |
| 2022 (2023) | Jagger Eaton (USA)             | Augusto Akio (BRA)     | Pedro Barros (BRA)    |
| 2023        | Gavin Bottger (USA)            | Luigi Cini (BRA)       | Tate Carew (USA)      |
| 2024        | Augusto Akio (BRA)             | Pedro Barros (BRA)     | Viktor Solmunde (DEN) |

#### Donne
| Year        | Gold                    | Silver                | Bronze                  |
| 2016        | Brighton Zeuner (USA)   | Jordyn Barratt (USA)  | Kisa Nakamura (JPN)     |
| 2017        | Nora Vasconcellos (USA) | Brighton Zeuner (USA) | Kisa Nakamura (JPN)     |
| 2018        | Sakura Yosozumi (JPN)   | Kisa Nakamura (JPN)   | Poppy Starr Olsen (AUS) |
| 2019        | Misugu Okamoto (JPN)    | Sakura Yosozumi (JPN) | Sky Brown (GBR)         |
| 2022 (2023) | Sky Brown (GBR)         | Kokona Hiraki (JPN)   | Sakura Yosozumi (JPN)   |
| 2023        | Kokona Hiraki (JPN)     | Hinano Kusaki (JPN)   | Minna Stess (USA)       |
| 2024        | Raicca Ventura (BRA)    | Hinano Kusaki (JPN)   | Naia Laso (ESP)         |

## Skateboard di strada

### Edizioni
| Year        | Dates                      | City and host country             |
| ----------- | -------------------------- | --------------------------------- |
| 2010        |                            |                                   |
| 2011        | 28 August                  | Newark, New Jersey, United States |
| 2012        | 26 August                  | Newark, New Jersey, United States |
| 2013        | 25 August                  | Newark, New Jersey, United States |
| 2014        | 24 August                  | Newark, New Jersey, United States |
| 2015        | 4 October                  | Chicago, United States            |
| 2016        | 2 October                  | Los Angeles, United States        |
| 2017        | 15 September               | Los Angeles, United States        |
| 2018 (2019) | 11–13 January 2019         | Rio de Janeiro, Brazil            |
| 2019        | 19–22 September 2019       | São Paulo, Brazil                 |
| 2021        | 2–6 June, 2021             | Rome, Italy                       |
| 2022        | Cancelled                  | Rio de Janeiro, Brazil            |
| 2022 (2023) | 29 January–5 February 2023 | Sharjah, UAE                      |
| 2023        | 13–17 December 2023        | Tokyo, Japan                      |
| 2024        | 7–14 September             | Rome, Italy                       |

### Medaglieri

#### Uomini
| Year        | Gold                  | Silver                 | Bronze                    |
| 2010        | Nyjah Huston (USA)    | Shane O'Neill (AUS)    | Sean Malto (USA)          |
| 2011        | Sean Malto (USA)      | Nyjah Huston (USA)     | Chris Cole (USA)          |
| 2012        | Nyjah Huston (USA)    | Chris Cole (USA)       | Chaz Ortiz (USA)          |
| 2013        | Chris Cole (USA)      | Nyjah Huston (USA)     | Luan Oliveira (BRA)       |
| 2014        | Nyjah Huston (USA)    | Torey Pudwill (USA)    | Ishod Wair (USA)          |
| 2015        | Kelvin Hoefler (BRA)  | Nyjah Huston (USA)     | Luan Oliveira (BRA)       |
| 2016        | Shane O'Neill (AUS)   | Nyjah Huston (USA)     | Cody McEntire (USA)       |
| 2017        | Nyjah Huston (USA)    | Shane O'Neill (AUS)    | Kelvin Hoefler (BRA)      |
| 2018 (2019) | Nyjah Huston (USA)    | Kelvin Hoefler (BRA)   | Felipe Gustavo (BRA)      |
| 2019        | Nyjah Huston (USA)    | Yuto Horigome (JPN)    | Gustavo Ribeiro (POR)     |
| 2021        | Yuto Horigome (JPN)   | Nyjah Huston (USA)     | Sora Shirai (JPN)         |
| 2022 (2023) | Aurélien Giraud (FRA) | Gustavo Ribeiro (POR)  | Ginwoo Onodera (JPN)      |
| 2023        | Sora Shirai (JPN)     | Kairi Netsuke (JPN)    | Yuto Horigome (JPN)       |
| 2024        | Toa Sasaki (JPN)      | Matías Dell Olio (ARG) | Jhancarlos González (COL) |

#### Donne
| Year        | Gold                 | Silver               | Bronze               |
| 2015        | Letícia Bufoni (BRA) | Vanessa Torres (USA) | Alana Smith (USA)    |
| 2016        | Lacey Baker (USA)    | Letícia Bufoni (BRA) | Alexis Sablone (USA) |
| 2017        | Lacey Baker (USA)    | Letícia Bufoni (BRA) | Mariah Duran (USA)   |
| 2018 (2019) | Aori Nishimura (JPN) | Letícia Bufoni (BRA) | Lacey Baker (USA)    |
| 2019        | Pamela Rosa (BRA)    | Rayssa Leal (BRA)    | Aori Nishimura (JPN) |
| 2021        | Aori Nishimura (JPN) | Momiji Nishiya (JPN) | Rayssa Leal (BRA)    |
| 2022 (2023) | Rayssa Leal (BRA)    | Chloe Covell (AUS)   | Momiji Nishiya (JPN) |
| 2023        | Yumeka Oda (JPN)     | Rayssa Leal (BRA)    | Momiji Nishiya (JPN) |
| 2024        | Rayssa Leal (BRA)    | Momiji Nishiya (JPN) | Miyu Ito (JPN)       |

## Skateboard verticale

### Edizioni
| Anno | Date          | Città e paese ospitante |
| ---- | ------------- | ----------------------- |
| 2022 | novembre      | Buenos Aires, Argentina |
| 2024 | 3–6 settembre | Roma, Italia            |

### Medaglieri

#### Uomini
| Anno | Oro                | Argento            | Bronzo              |
| 2022 | Edi Damestoy (FRA) | Gui Khury (BRA)    | Augusto Akio (BRA)  |
| 2024 | Gui Khury (BRA)    | Augusto Akio (BRA) | Collin Graham (USA) |

#### Donne
| Anno | Oro               | Argento               | Bronzo                  |
| 2022 | Yurin Fujii (JPN) | Asahi Kaihara (JPN)   | Lilly Stoephasius (GER) |
| 2024 | Arisa Trew (AUS)  | Mizuho Hasegawa (JPN) | Asahi Kaihara (JPN)     |